# س. إل. فرانكلين
س. إل. فرانكلين (بالإنجليزية: C. L. Franklin)‏ هو داعية أمريكي، ولد في 22 يناير 1915 في مقاطعة صنفلور في الولايات المتحدة، وتوفي في 27 يوليو 1984 في ديترويت في الولايات المتحدة.

## وصلات خارجية
- س. إل. فرانكلين على موقع IMDb (الإنجليزية)
- س. إل. فرانكلين على موقع الموسوعة البريطانية (الإنجليزية)
- س. إل. فرانكلين على موقع ميوزك برينز (الإنجليزية)
- س. إل. فرانكلين على موقع أول ميوزيك (الإنجليزية)
- س. إل. فرانكلين على موقع ديسكوغز (الإنجليزية)
- س. إل. فرانكلين على موقع قاعدة بيانات الفيلم (الإنجليزية)